# USS Hornet (CV-8)
USS Hornet (CV-8) bio je američki nosač zrakoplova u sastavu Američke ratne mornarice i bio je sedmi brod u američkoj ratnoj mornarici koji je nosio ime Hornet. Treći je i posljednji nosač u klasi Yorktown. Služio je od 1942. do 1943. godine. U službi je bio nešto više od godinu dana i sudjelovao je u više vojnih operacija protiv Japanske carske mornarice. Sudjelovao je u pomorskoj bitki kod Midwaya i u pomorskoj bitci kod otočja Santa Cruz u kojoj je i potopljen.

### Zajednički poslužitelj
|  | Zajednički poslužitelj ima stranicu o temi USS Hornet (CV-8)    |
|  | Zajednički poslužitelj ima još gradiva o temi USS Hornet (CV-8) |